# Her går det godt!
Her går det godt! er en amerikansk stumfilm fra 1921 af George Marshall.

## Medvirkende
- Tom Mix som Herbert Parker
- Ora Carew som Loretta Bramley
- George Hernandez som Luke Bramley
- William Buckley som Peter Ruddock
- Sid Jordan som Tex Marole